# Селище (Кадуйский район)
Селище — деревня в Кадуйском районе Вологодской области.
Входит в состав сельского поселения Семизерье (до 2015 года входила в Рукавицкое сельское поселение), с точки зрения административно-территориального деления — в Чупринский сельсовет.
Расстояние по автодороге до районного центра Кадуя — 10 км, до центра муниципального образования деревни Малая Рукавицкая — 8 км. Ближайшие населённые пункты — Дедовец, Кадуй, Филино.
По переписи 2002 года население — 22 человека (9 мужчин, 13 женщин). Преобладающая национальность — русские (95 %).